# در انتظار بازدم
در انتظار بازدم (به انگلیسی: Waiting to Exhale) فیلمی محصول سال ۱۹۹۵ و به کارگردانی فارست ویتاکر است. در این فیلم بازیگرانی همچون ویتنی هیوستون، آنجلا باست، لرتا دیواین، للا روشون، گرگوری هاینز، دنیس هیزبرت، میکلتی ویلیامسون، مایکل بیچ، دونالد فایسون، لیون رابینسون، وندل پیرس، کنیا مور، کلی پرستون، وسلی اسنایپس و جانکارلو اسپوزیتو ایفای نقش کرده‌اند.